# Iglesia de Santa María de Oveix

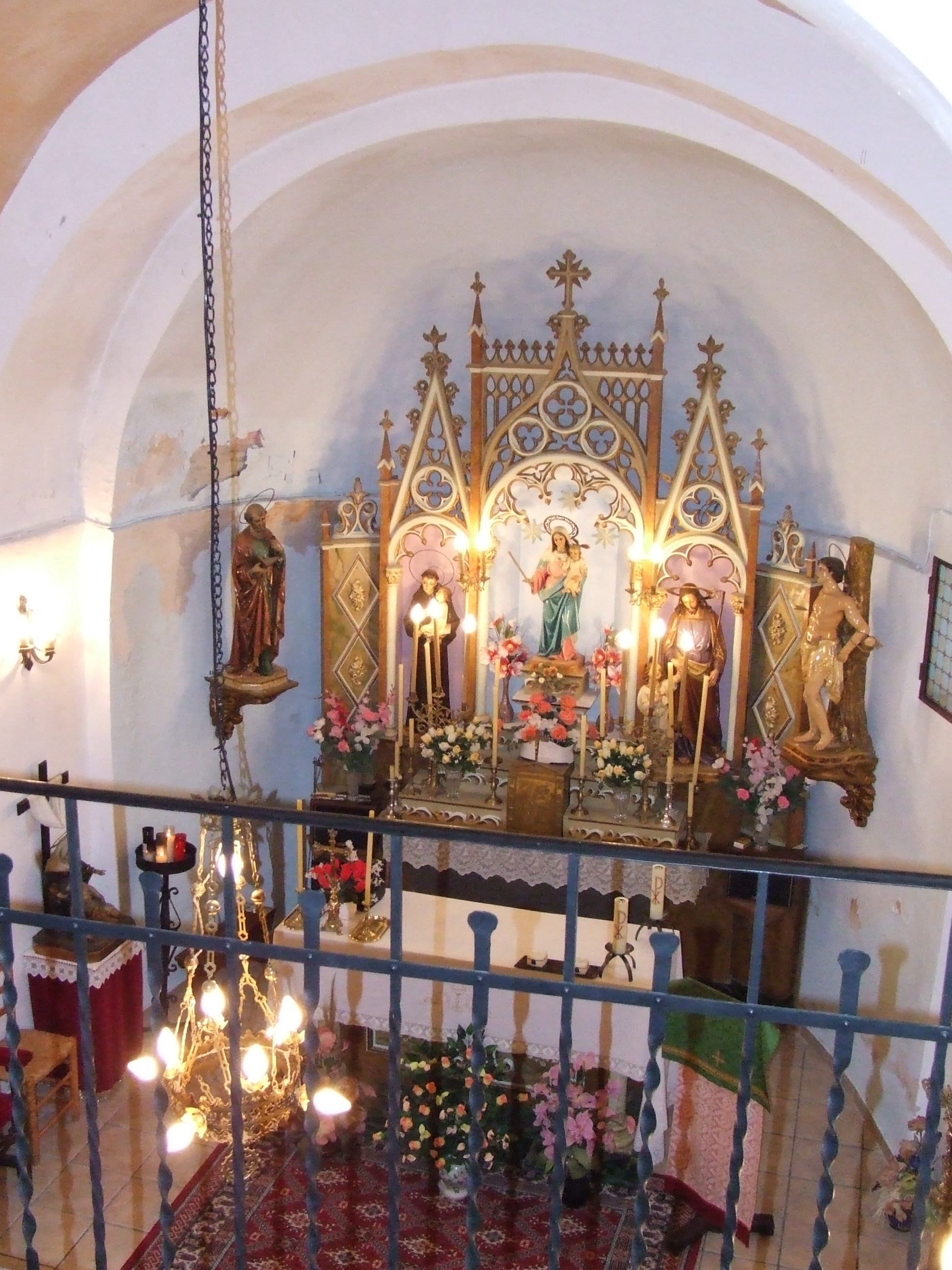
Interior de la iglesia.

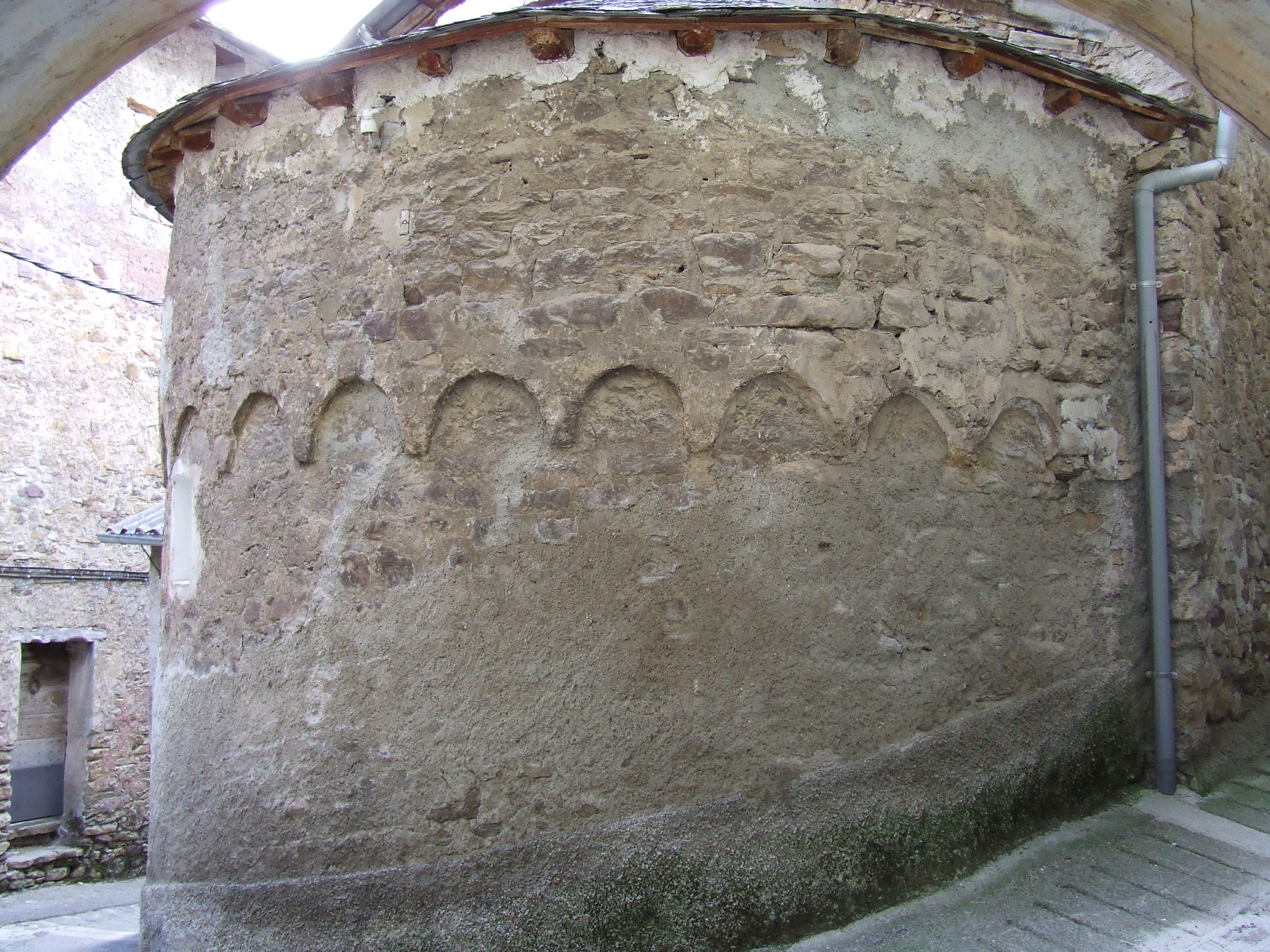
Ábside exterior de la iglesia.

La iglesia de Santa María de Oveix, o la Purificación, está en el término municipal de La Torre de Cabdella en la comarca del Pallars Jussá en la provincia de Lérida.
Es la parroquial del pueblo de Oveix, está documentada sólo desde el 1314, aunque por sus formas constructivas y la calidad de su fábrica, debe fecharse a mediados del siglo XI.
Muy modificada a lo largo de los siglos XVII y XVIII, aún se puede reconocer bastante bien la obra románica.
La planta de la iglesia es la original: una sola nave con ábside a levante y la puerta a mediodía. Las modificaciones de la Edad Moderna han sobrealzado el templo, nave y ábside, lo que ha hecho que en algún lugar, como el ábside, los elementos románicos hayan quedado a media pared en vez de en el coronamiento.
El templo está sobre una base inclinada, con detalles que lo demuestran claramente, por ejemplo, una puerta al norte que desde el nivel del suelo del exterior da al coro, encima de la nave principal, en el interior, otra puerta tapiada en la fachada de poniente, que en algún tiempo se abría directamente a la calle desde el coro de la iglesia, etcétera. Es una obra de mediados del siglo XI, y se puede adscribir al románico lombardo.